# Maria Fjodorovna (Sofia Dorotea av Württemberg)
Maria Fjodorovna, född Sofia Dorotea av Württemberg 25 oktober 1759 i Stettin, död 5 november 1828 i Pavlovsk, var Rysslands kejsarinna (tsaritsa) mellan 1796 och 1801, gift med tsar Paul I av Ryssland och mor till tsar Alexander I av Ryssland och tsar Nikolaj I av Ryssland.
Maria Fjodorovna och Paul I uppges ha levt i ett lyckligt äktenskap, och under Pauls tid som tronföljare bildade de enad front mot hans mor Katarina den stora. Hon utövade ett visst inflytande under sin tid som kejsarinna, men hennes relation med Paul var sämre vid denna tid. När maken störtades 1801 uppges hon haft tankar på att följa Katarina den storas exempel och själv bestiga tronen som monark, men hon övertalades att avstå. 
Hennes största betydelse kom under hennes tid som änkekejsarinna, från 1801 och framåt. Av hänsyn till henne ändrade hennes son rangsystemet, och gav änkekejsarinnan högre rang än kejsarens hustru. Då både hennes son och svärdotter var tillbakadragna personer spelade hon en stor representativ roll som monarkins offentliga ansikte. Hon engagerade sig politiskt och blev centrum för Napoleon-fientliga stämningar i Ryssland. Maria Fjodorovna bedrev en sådan omfattande filantropisk verksamhet att hennes välgörenhetsprojekt organiserades i en myndighet med namnet Departementet för Kejsarinnan Marias Institutioner, som sedan blev en permanent kejserlig myndighet. 

## Tidigt liv
Maria Fjodorovna var född i Preussen som Sofia Dorotea av Württemberg, dotter till den blivande hertigen Fredrik II Eugen av Württemberg och Sofia Dorothea av Brandenburg-Schwedt. Vid tidpunkten för hennes födelse var Fredrik Eugen bara tredje i tronföljden till hertigdömet Württemberg och general i Fredrik den stores tjänst under sjuårskriget; han blev därefter stationerad i Treptow an der Rega i Pommern under perioden 1763 till 1769, där också Sofia Dorotea växte upp med familjen. Efter att fadern avslutat sin tjänst flyttade de till slottet i den württembergska exklaven Mömpelgard väster om Rhen. Sofia Dorotea blev här vän med författaren Henriette von Oberkirch, som i sina memoarer utförligt skildrar deras gemensamma tid här. Fredrik Eugens och familjens sommarresidens var ett slott i närbelägna Étupes.
Sofia Dorotea hade en harmonisk uppväxt i familjen och uppfostrades till blygsamhet, disciplin och religiositet. Hon fick en utförlig utbildning och lärde sig flera språk som franska, italienska och latin. Hon fick även undervisning i konversation, musik, dans, teckning, målning, handarbete, historia, geografi och religion. Samtidigt fick hon även lära sig hushållsekonomiska färdigheter och kunskaper. Även hennes kulturella intressen väcktes. Hon läste tämligen mycket och hennes far korresponderade med Jean-Jacques Rousseau. 
År 1773 fanns hon bland de tyska prinsessor som fördes till Ryssland för att väljas som maka till den ryske tronföljaren Paul av Katarina den stora, men valdes bort på grund av sin ålder. Hon beskrivs som lång, kurvig och rosenkindad, med en robust hälsa och ett gladlynt temperament, men också som närsynt och med en tendens att gå upp i vikt. 
Efter att Pauls första maka dött, blev hon dock utvald. Fredrik den store rekommenderade henne för Katarina den stora. Paret möttes på en middag vid slottet i Berlin i juli 1776, där de båda fick ett gott intryck av varandra och villigt gick med på det föreslagna äktenskapet. Sofia Dorotea färdades till Tsarskoje Selo utanför St Petersburg sommaren 1776. Hon konverterade till den ortodoxa tron 14 september och fick namnet Maria Fjodorovna; trolovningen ägde rum 15 september, då hon fick titeln Hennes Kejserliga Höghet Storhertiginnan, och giftermålet ägde rum i Vinterpalatsets kyrka 26 september 1776. 

## Storhertiginna

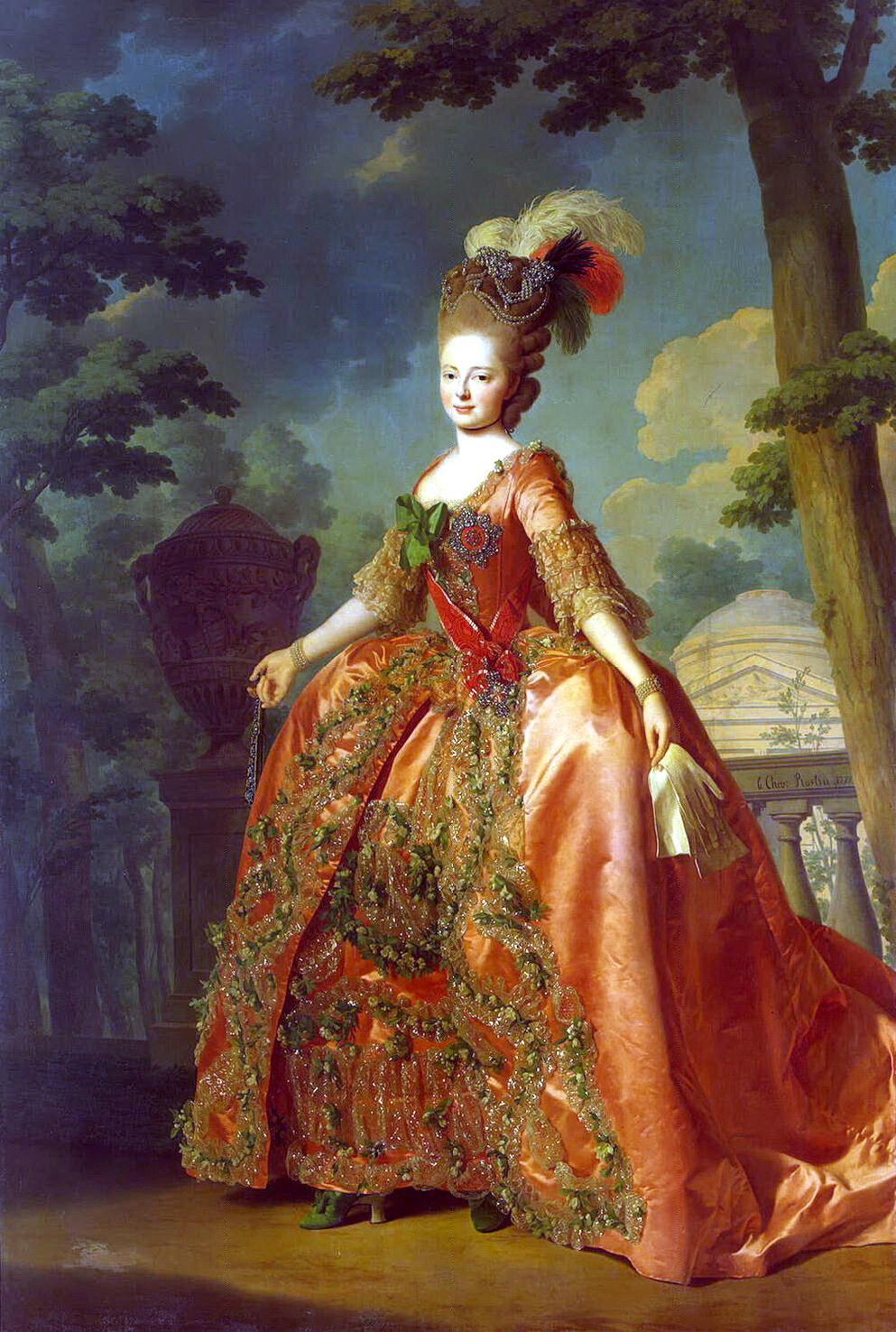
Maria Fjodorovna, porträtterad av Alexander Roslin, 1777.

Maria Fjodorovna spelade ingen större roll som storhertiginna under tiden före Paul I:s trontillträde, då Katarina den stora ogärna såg att hennes son och svärdotter spelade någon större offentlig roll. Paret visade sig sällan vid Katarinas hov utan hade sitt eget hov i först Pavlovskpalatset och från 1781 i Gattjinapalatset utanför Sankt Petersburg, där de levde ganska isolerat. 
Maria gjorde ett gott intryck då hon med sin robusta hälsa och gladlynta läggning kunde tåla de flesta påfrestningar med gott humör och utan att klaga; det påpekades till exempel att hon utan att besväras kunde fortsätta bära formella kläder en hel dag medan de flesta kvinnor klädde sig i morgonrock så fort de kunde:
"Hon bryr sig inte om vad som tröttar ut andra kvinnor. Inte ens under graviditeten tar hon av sig sin högtidsklänning, och mellan middagen och balen, när andra kvinnor tar på sig huvan, ägnar hon sig alltid, fortfarande iklädd korsett, år korrespondens, broderar och arbetar ibland med medaljören Lamprecht" (Fjodor Gavrilovich Golovkin).
Maria var energisk och extrovert och hade ett flertal intressen. Hon hade en bred konstnärlig utbildning, och intresserade sig för konst. Hon höll en litterär salong i sitt hem i Gattjina, och arrangerade även amatörteater. Hon beskrivs som en huslig person och intresserade sig för trädgårdskötsel och för parets egendomar. Hon satte värde på etikett, ceremonier och offentlig representation, och deltog gärna i det offentliga livet när hennes svärmor tillät det och hennes make var villig. 
Relationen mellan Maria och Paul beskrivs som lycklig, då hon var en lugn och saklig karaktär som effektivt kunde lugna ned den ofta nervösa Paul och skapa en trivsam atmosfär i familjelivet på Gattjina, och hon saknade inte inflytande över honom. Maria tolererade Pauls förhållande med hennes hovdam Jekaterina Nelidova eftersom han övertygade henne om att deras relation var platonsk och alltså inte sexuell. 
Katarina den stora var initialt förtjust över den hälsosamma och gladlynta Maria Fjodorovna, som politiskt uppfyllde alla krav på tronföljarens hustru genom att föda en lång rad friska barn, och som redan i december 1777, inte långt efter äktenskapet, uppfyllde vad som sågs som hennes främsta plikt genom att föda en tronarvinge. Relationen mellan Katarina och Maria försämrades dock snabbt. Katarina den stora tog ifrån paret vårdnaden om deras första barn Alexander så fort han föddes, då han i egenskap av tronarvinge istället skulle uppfostras av Katarina; och då deras nästa barn föddes 1779 gjorde Katarina samma sak. Föräldrarna fick endast besöka sina två äldsta söner efter tillstånd från Katarina. Även om de fick behålla vårdnaden om döttrarna och sina yngre söner, skadade detta permanent Marias relation till Katarina. Maria ställde sig också på Pauls sida i dennas ständiga konflikter med modern. Hon betraktade Katarinas liv med manliga officiella älskare som  omoraliskt. Offentligt vågade hon dock aldrig trotsa Katarina utan uppträdde alltid underdånigt. 
Maria Fjodorovna följde med på Pauls stora rundresa till Europa 1781-1782. Efter deras återkomst inredde hon tillsammans med maken Pavlovskpalatset med den konst de köpt under sin resa.

## Kejsarinna
Maria Fjodorovna blev den första av de ryska kejsarinnorna, som kröntes tillsammans med sin make. Hon kröntes med Paul I den 5 april (16),  1797 i Himmelsfärdskatedralen i Kreml i Moskva. "Efter att ha tagit emot kronan, höll kejsaren den i flera minuter över kejsarinnan Maria Feodorovna, och sedan smordes Deras Majestät med den heligaste oljan".
Hennes intresse för välgörenhet utvecklades på allvar under hennes tid som kejsarinna, och hennes intresse för sociala frågor gjorde att hon i detta avseende kom att spela en politisk roll. Efter Paul I:s trontillträde den 6 november (17) 1796 blev Maria redan den 12 november ansvarig för utbildningssällskapet för adliga jungfrur, Smolnyjinstitutet. Hon visade stor energi i sitt engagemang, vilket ledde till ett engagemang för kvinnors utbildning och skolor i allmänhet. Den 2 maj 1797 utsågs Maria till chefsövervakare för landets barnhem, något som ledde vidare till hennes intresse för att samordna och reglera samtliga barnhem i Ryssland, något Paul I gav henne tillstånd till. Hennes intresse för välgörenhet startade med dessa frågor och utvecklades med tiden till sådana proportioner att de efter hennes död samordnades i en ny myndighet: Departementet för Kejsarinnan Marias Institutioner. 
I övriga avseenden spelade hon ingen politisk roll, eftersom makarnas förhållande försämrades betydligt under Paul I:s regeringstid. Maria Fjodorovna tolererade länge sin mans förhållande med Ekaterina Ivanovna Nelidova, som ansågs platoniskt. Men, som Kazimir Feliksovich Valishevsky skrev, efter födelsen av hennes sista son år 1798, "togs plötsligt de kyska nöjena i äktenskapssängen bort från maken, som de hade fängslat så länge: i januari 1798, efter födelsen av storhertig Mikhail Pavlovich, förklarade kejsarinnans obstetriker Joseph Morenheim att en ny födelse skulle vara farlig för kejsarinnans liv". Strax efter detta förde kejsarens frisör Ivan Pavlovich Kutaisov honom tillsammans med Anna Lopuchina, som blev Pauls mätress. Pauls relation med Anna var öppet sexuell och försämrade kraftigt hans relation till Maria, som vägrade acceptera den och kände sig offentligen förödmjukad och utskämd. 
I mars 1801 blev Paul I störtad och mördad efter en konspiration med stöd av hennes son Alexander, som uppsattes på tronen. 

## Änkekejsarinna

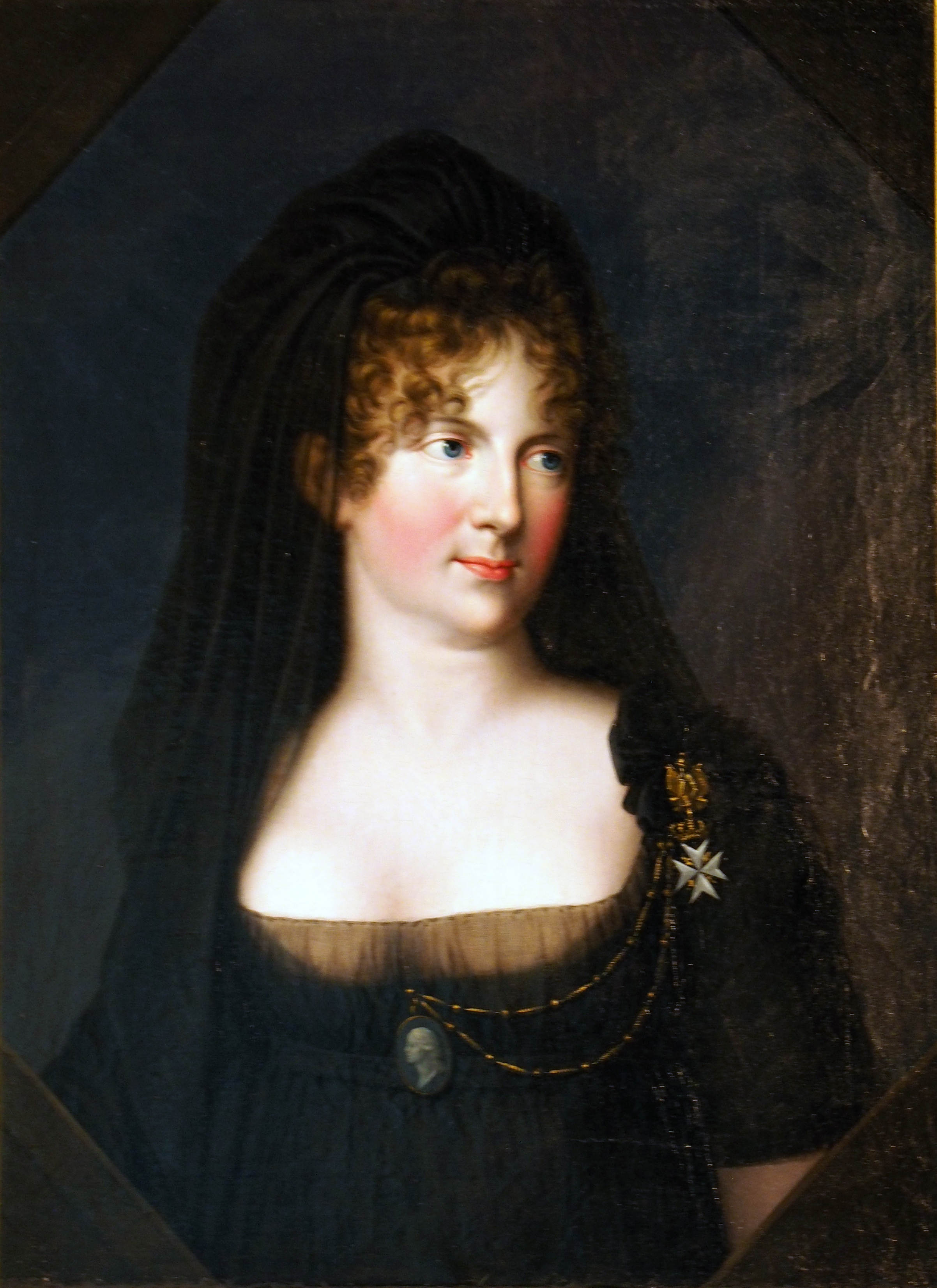
Maria Fjodorovna som änkekejsarinna. Porträtt av Gerhard von Kügelgen.

Då maken störtades hade hon planer på att följa sin svärmor Katarinas exempel och överta tronen själv. Det var vad Katarina hade gjort vid störtandet av Peter III år 1762. Hon menade att det därmed fanns precedens för en änkekejsarinna att efterträda sin make på tronen. Hon övertalades av sin son att avstå från sina planer, eftersom det inte fanns något stöd för henne att bestiga tronen. 
Hon försökte övertala Alexander att bestraffa sin fars mördare, men han visade sig ovillig. Under den första tiden efter kuppen, brukade hon lägga fram makens blodiga skjorta som en tyst pik under sonens besök. 
Maria Fjodorovna fortsatte spela en dominerande offentlig roll som änkekejsarinna. Hennes son kejsar Alexander ändrade reglerna om rang i Ryssland och gav änkekejsarinnan högre rang än kejsarinnan (hustrun till kejsaren), med hänsyn till sin mor. Maria Fjodorovna fick därmed även under sin sons regeringstid fortsatt behålla sin status som den första i rang bland alla kvinnor i Ryssland. Vid offentliga tillfällen gick hon arm i arm vid sidan av sin son kejsaren, medan hans hustru, kejsarinnan, fick gå strax efter dem. Detta var privilegier hon använde sig av i alla offentliga sammanhang eftersom hon var extrovert lagd och tyckte om det offentliga livet. 
Då sonen hade enkla vanor och svärdottern levde tillbakadraget blev hennes hushåll hovets sociala centrum, och ett mål ambitiösa personer förväntades besöka. Eftersom både hennes son och svärdotter var tillbakadragna personer som föredrog privatlivet, kunde Maria Fjodorovna ofta ersätta dem ifråga om offentlig representation liksom inom societeten, en roll hon trivdes med. Hon spelade en mycket aktiv offentlig roll, höll ett eget hov, var värdinna för stora fester, och inspekterade trupper klädd i uniform. 
Maria lyckades inte utöva något politiskt inflytande över sin son, trots många försök att göra det. 
Hon kände sig som familjens överhuvud och krävde lydnad från sina krönta söner, först Alexander I, och sedan Nikolaj I. 
Hon var kritisk mot Napoleon och godkände inte hans frieri till hennes dotter (och därmed alliansförslag) år 1809, utan såg till att det omintetgjordes. Hennes salong blev ett centrum för Napoleonfientliga stämningar. 
Under Napoleonkrigen försvarade hon nitiskt sina släktingars intressen - de regerande furstarna i det heliga romerska riket - och efter Napoleons invasion av Ryssland, insisterade hon på ett snabbt slutande av fred.
Maria fortsatte sin omfattande filantropiska verksamhet som änkekejsarinna, och skapade ett nät av barnhem, skolor, fattighus, sjukhus och andra sociala institutioner i Ryssland. 
Hon var även verksam som skulptör och finns representerad vid bland annat Nationalmuseum. 

## Barn
1. Alexander I av Ryssland (1777-1825)
2. Konstantin Pavlovitj (1779-1831) gift 1) Juliane av Sachsen-Coburg-Saalfeld, 2) morganatiskt grevinnan Johanna Grudzinscy - Konstantin skulle ha blivit tsar vid den äldre brodern Alexanders död, men avstod från tronföljden till förmån den yngre brodern Nikolaj.
3. Alexandra Pavlovna (1783-1801) gift med ärkehertig Josef Anton av Österrike
4. Helena Pavlovna av Ryssland (1784-1803) gift med Fredrik Ludwig av Mecklenburg-Schwerin
5. Maria Pavlovna (1786-1859) gift med storhertig Karl Fredrik av Sachsen-Weimar
6. Katarina Pavlovna av Ryssland (1788-1819) gift med 1) Georg av Oldenburg, 2) Vilhelm I av Württemberg
7. Olga Pavlovna (1792-1795)
8. Anna Pavlovna av Ryssland (1795-1865) gift med Vilhelm II av Nederländerna
9. Nikolaj I av Ryssland (1796-1855)
10. Michael Pavlovitj (1798-1849) gift med Charlotte av Württemberg

## Anfäder
|                              |  |  |  |  |  |  |  |                                       |  |  |  |  |  |  |  |                                        |  |  |  |  |  |  |  | Fredrik Karl av Württemberg-Winnental      |
|                              |  |  |  |  |  |  |  |                                       |  |  |  |  |  |  |  |                                        |  |  |  |  |  |  |  |                                            |
|                              |  |  |  |  |  |  |  |                                       |  |  |  |  |  |  |  | Karl Alexander av Württemberg          |  |  |  |  |  |  |  |                                            |
|                              |  |  |  |  |  |  |  |                                       |  |  |  |  |  |  |  |                                        |  |  |  |  |  |  |  |                                            |
|                              |  |  |  |  |  |  |  |                                       |  |  |  |  |  |  |  |                                        |  |  |  |  |  |  |  | Eleonora Juliana av Brandenburg-Ansbach    |
|                              |  |  |  |  |  |  |  |                                       |  |  |  |  |  |  |  |                                        |  |  |  |  |  |  |  |                                            |
|                              |  |  |  |  |  |  |  | Fredrik II Eugen av Württemberg       |  |  |  |  |  |  |  |                                        |  |  |  |  |  |  |  |                                            |
|                              |  |  |  |  |  |  |  |                                       |  |  |  |  |  |  |  |                                        |  |  |  |  |  |  |  |                                            |
|                              |  |  |  |  |  |  |  |                                       |  |  |  |  |  |  |  |                                        |  |  |  |  |  |  |  | Anselm Frans av Thurn und Taxis            |
|                              |  |  |  |  |  |  |  |                                       |  |  |  |  |  |  |  |                                        |  |  |  |  |  |  |  |                                            |
|                              |  |  |  |  |  |  |  |                                       |  |  |  |  |  |  |  | Maria Augusta av Thurn und Taxis       |  |  |  |  |  |  |  |                                            |
|                              |  |  |  |  |  |  |  |                                       |  |  |  |  |  |  |  |                                        |  |  |  |  |  |  |  |                                            |
|                              |  |  |  |  |  |  |  |                                       |  |  |  |  |  |  |  |                                        |  |  |  |  |  |  |  | Maria Ludovika Anna Franziska av Lobkowicz |
|                              |  |  |  |  |  |  |  |                                       |  |  |  |  |  |  |  |                                        |  |  |  |  |  |  |  |                                            |
| Sofia Dorotea av Württemberg |  |  |  |  |  |  |  |                                       |  |  |  |  |  |  |  |                                        |  |  |  |  |  |  |  |                                            |
|                              |  |  |  |  |  |  |  |                                       |  |  |  |  |  |  |  |                                        |  |  |  |  |  |  |  | Filip Vilhelm av Brandenburg-Schwedt       |
|                              |  |  |  |  |  |  |  |                                       |  |  |  |  |  |  |  |                                        |  |  |  |  |  |  |  |                                            |
|                              |  |  |  |  |  |  |  |                                       |  |  |  |  |  |  |  | Fredrik Vilhelm av Brandenburg-Schwedt |  |  |  |  |  |  |  |                                            |
|                              |  |  |  |  |  |  |  |                                       |  |  |  |  |  |  |  |                                        |  |  |  |  |  |  |  |                                            |
|                              |  |  |  |  |  |  |  |                                       |  |  |  |  |  |  |  |                                        |  |  |  |  |  |  |  | Johanna Charlotta av Anhalt-Dessau         |
|                              |  |  |  |  |  |  |  |                                       |  |  |  |  |  |  |  |                                        |  |  |  |  |  |  |  |                                            |
|                              |  |  |  |  |  |  |  | Sofia Dorothea av Brandenburg-Schwedt |  |  |  |  |  |  |  |                                        |  |  |  |  |  |  |  |                                            |
|                              |  |  |  |  |  |  |  |                                       |  |  |  |  |  |  |  |                                        |  |  |  |  |  |  |  |                                            |
|                              |  |  |  |  |  |  |  |                                       |  |  |  |  |  |  |  |                                        |  |  |  |  |  |  |  | Fredrik Vilhelm I av Preussen              |
|                              |  |  |  |  |  |  |  |                                       |  |  |  |  |  |  |  |                                        |  |  |  |  |  |  |  |                                            |
|                              |  |  |  |  |  |  |  |                                       |  |  |  |  |  |  |  | Sofia Dorothea av Preussen             |  |  |  |  |  |  |  |                                            |
|                              |  |  |  |  |  |  |  |                                       |  |  |  |  |  |  |  |                                        |  |  |  |  |  |  |  |                                            |
|                              |  |  |  |  |  |  |  |                                       |  |  |  |  |  |  |  |                                        |  |  |  |  |  |  |  | Sofia Dorotea av Hannover                  |
|                              |  |  |  |  |  |  |  |                                       |  |  |  |  |  |  |  |                                        |  |  |  |  |  |  |  |                                            |

Hennes farmors mormors farfars mor var Cecilia Gustavsdotter Vasa.